# Psaliodes miniata
Psaliodes miniata är en fjärilsart som beskrevs av W. Warren 1904. Psaliodes miniata ingår i släktet Psaliodes och familjen mätare. Inga underarter finns listade i Catalogue of Life.